# Typhlonyphia reimoseri
Typhlonyphia reimoseri is een spinnensoort in de taxonomische indeling van de hangmatspinnen (Linyphiidae).
Het dier behoort tot het geslacht Typhlonyphia. De wetenschappelijke naam van de soort werd voor het eerst geldig gepubliceerd in 1936 door Josef Kratochvíl.